# Apatosaurinae
Apatosaurinae („apatosaurini“) je podčeleď obřích sauropodních dinosaurů z čeledi Diplodocidae. Žili v období pozdní jury, asi před 157 až 148 miliony let, na území západu dnešní Severní Ameriky.

## Charakteristika
Jednalo se o poměrně robustně stavěné pozdně jurské sauropody. V současnosti řadíme do této podčeledi s jistotou přinejmenším dva rody, Apatosaurus a Brontosaurus, které zahrnují dohromady asi pět druhů. Mezi apatosauriny mohly patřit také rody Atlantosaurus a Amphicoelias, to ale zatím není jisté.
Nejznámějším zástupcem této podčeledi je populární Brontosaurus, což je rod, který byl po víc než století považován za vědecky neplatný (jako mladší synonymum rodu Apatosaurus). Teprve v roce 2015 mu byl detailní srovnávací studií vrácen statut (pravděpodobně) platného samostatného rodu.
Druh Supersaurus vivianae, který podle některých analýz patří do této podčeledi, mohl být podle novějších zjištění dlouhý asi 39 až 42 metrů, což by z něho patrně činilo nejdelšího dosud známého obratlovce vůbec.
Konce ocasů apatosaurinních dinosaurů se podle hypotézy z roku 1997 mohly při rychlém švihnutí pohybovat na krátkou chvíli nadzvukovou rychlostí (vytvořily aerodynamický třesk podobný prásknutí bičem). Tímto způsobem se mohli dorozumívat a také odhánět útočící dravé dinosaury. V roce 2022 byla ale publikována další odborná práce, využívající podstatně dokonalejšího počítačového modelu, který doložil, že ve skutečnosti se konec ocasu těchto sauropodů pohyboval nanejvýš rychlostí kolem 33 m/s (zhruba 120 km/h). Přesto mohly ocasy těchto sauropodů sloužit k vnitrodruhové komunikaci, vzájemným soubojům i obraně před teropodními dinosaury.

## Kladogram
|  | Apatosaurus ajax    |
|  |                     |
|  | Apatosaurus louisae |
|  |                     |

|  | Brontosaurus excelsus                                                          |
|  |                                                                                |
|  | \| \| Brontosaurus yahnahpin \| \| \| \| \| \| Brontosaurus parvus \| \| \| \| |
|  |                                                                                |
|  | Brontosaurus yahnahpin                                                         |
|  |                                                                                |
|  | Brontosaurus parvus                                                            |
|  |                                                                                |

|  | Brontosaurus yahnahpin |
|  |                        |
|  | Brontosaurus parvus    |
|  |                        |

|  | Apatosaurus ajax    |
|  |                     |
|  | Apatosaurus louisae |
|  |                     |

|  | Brontosaurus excelsus                                                          |
|  |                                                                                |
|  | \| \| Brontosaurus yahnahpin \| \| \| \| \| \| Brontosaurus parvus \| \| \| \| |
|  |                                                                                |
|  | Brontosaurus yahnahpin                                                         |
|  |                                                                                |
|  | Brontosaurus parvus                                                            |
|  |                                                                                |

|  | Brontosaurus yahnahpin |
|  |                        |
|  | Brontosaurus parvus    |
|  |                        |

|  | Apatosaurus ajax    |
|  |                     |
|  | Apatosaurus louisae |
|  |                     |

|  | Brontosaurus excelsus                                                          |
|  |                                                                                |
|  | \| \| Brontosaurus yahnahpin \| \| \| \| \| \| Brontosaurus parvus \| \| \| \| |
|  |                                                                                |
|  | Brontosaurus yahnahpin                                                         |
|  |                                                                                |
|  | Brontosaurus parvus                                                            |
|  |                                                                                |

|  | Brontosaurus yahnahpin |
|  |                        |
|  | Brontosaurus parvus    |
|  |                        |

|  | Apatosaurus ajax    |
|  |                     |
|  | Apatosaurus louisae |
|  |                     |

|  | Brontosaurus excelsus                                                          |
|  |                                                                                |
|  | \| \| Brontosaurus yahnahpin \| \| \| \| \| \| Brontosaurus parvus \| \| \| \| |
|  |                                                                                |
|  | Brontosaurus yahnahpin                                                         |
|  |                                                                                |
|  | Brontosaurus parvus                                                            |
|  |                                                                                |

|  | Brontosaurus yahnahpin |
|  |                        |
|  | Brontosaurus parvus    |
|  |                        |

|  | Apatosaurus ajax    |
|  |                     |
|  | Apatosaurus louisae |
|  |                     |

|  | Brontosaurus excelsus                                                          |
|  |                                                                                |
|  | \| \| Brontosaurus yahnahpin \| \| \| \| \| \| Brontosaurus parvus \| \| \| \| |
|  |                                                                                |
|  | Brontosaurus yahnahpin                                                         |
|  |                                                                                |
|  | Brontosaurus parvus                                                            |
|  |                                                                                |

|  | Brontosaurus yahnahpin |
|  |                        |
|  | Brontosaurus parvus    |
|  |                        |

|  | Apatosaurus ajax    |
|  |                     |
|  | Apatosaurus louisae |
|  |                     |

|  | Brontosaurus excelsus                                                          |
|  |                                                                                |
|  | \| \| Brontosaurus yahnahpin \| \| \| \| \| \| Brontosaurus parvus \| \| \| \| |
|  |                                                                                |
|  | Brontosaurus yahnahpin                                                         |
|  |                                                                                |
|  | Brontosaurus parvus                                                            |
|  |                                                                                |

|  | Brontosaurus yahnahpin |
|  |                        |
|  | Brontosaurus parvus    |
|  |                        |

|  | Apatosaurus ajax    |
|  |                     |
|  | Apatosaurus louisae |
|  |                     |

|  | Brontosaurus excelsus                                                          |
|  |                                                                                |
|  | \| \| Brontosaurus yahnahpin \| \| \| \| \| \| Brontosaurus parvus \| \| \| \| |
|  |                                                                                |
|  | Brontosaurus yahnahpin                                                         |
|  |                                                                                |
|  | Brontosaurus parvus                                                            |
|  |                                                                                |

|  | Brontosaurus yahnahpin |
|  |                        |
|  | Brontosaurus parvus    |
|  |                        |

|  | Apatosaurus ajax    |
|  |                     |
|  | Apatosaurus louisae |
|  |                     |

|  | Brontosaurus excelsus                                                          |
|  |                                                                                |
|  | \| \| Brontosaurus yahnahpin \| \| \| \| \| \| Brontosaurus parvus \| \| \| \| |
|  |                                                                                |
|  | Brontosaurus yahnahpin                                                         |
|  |                                                                                |
|  | Brontosaurus parvus                                                            |
|  |                                                                                |

|  | Brontosaurus yahnahpin |
|  |                        |
|  | Brontosaurus parvus    |
|  |                        |

|  | Apatosaurus ajax    |
|  |                     |
|  | Apatosaurus louisae |
|  |                     |

|  | Brontosaurus excelsus                                                          |
|  |                                                                                |
|  | \| \| Brontosaurus yahnahpin \| \| \| \| \| \| Brontosaurus parvus \| \| \| \| |
|  |                                                                                |
|  | Brontosaurus yahnahpin                                                         |
|  |                                                                                |
|  | Brontosaurus parvus                                                            |
|  |                                                                                |

|  | Brontosaurus yahnahpin |
|  |                        |
|  | Brontosaurus parvus    |
|  |                        |

|  | Apatosaurus ajax    |
|  |                     |
|  | Apatosaurus louisae |
|  |                     |

|  | Brontosaurus excelsus                                                          |
|  |                                                                                |
|  | \| \| Brontosaurus yahnahpin \| \| \| \| \| \| Brontosaurus parvus \| \| \| \| |
|  |                                                                                |
|  | Brontosaurus yahnahpin                                                         |
|  |                                                                                |
|  | Brontosaurus parvus                                                            |
|  |                                                                                |

|  | Brontosaurus yahnahpin |
|  |                        |
|  | Brontosaurus parvus    |
|  |                        |

|  | Apatosaurus ajax    |
|  |                     |
|  | Apatosaurus louisae |
|  |                     |

|  | Brontosaurus excelsus                                                          |
|  |                                                                                |
|  | \| \| Brontosaurus yahnahpin \| \| \| \| \| \| Brontosaurus parvus \| \| \| \| |
|  |                                                                                |
|  | Brontosaurus yahnahpin                                                         |
|  |                                                                                |
|  | Brontosaurus parvus                                                            |
|  |                                                                                |

|  | Brontosaurus yahnahpin |
|  |                        |
|  | Brontosaurus parvus    |
|  |                        |

|  | Apatosaurus ajax    |
|  |                     |
|  | Apatosaurus louisae |
|  |                     |

|  | Brontosaurus excelsus                                                          |
|  |                                                                                |
|  | \| \| Brontosaurus yahnahpin \| \| \| \| \| \| Brontosaurus parvus \| \| \| \| |
|  |                                                                                |
|  | Brontosaurus yahnahpin                                                         |
|  |                                                                                |
|  | Brontosaurus parvus                                                            |
|  |                                                                                |

|  | Brontosaurus yahnahpin |
|  |                        |
|  | Brontosaurus parvus    |
|  |                        |

|  | Apatosaurus ajax    |
|  |                     |
|  | Apatosaurus louisae |
|  |                     |

|  | Brontosaurus excelsus                                                          |
|  |                                                                                |
|  | \| \| Brontosaurus yahnahpin \| \| \| \| \| \| Brontosaurus parvus \| \| \| \| |
|  |                                                                                |
|  | Brontosaurus yahnahpin                                                         |
|  |                                                                                |
|  | Brontosaurus parvus                                                            |
|  |                                                                                |

|  | Brontosaurus yahnahpin |
|  |                        |
|  | Brontosaurus parvus    |
|  |                        |

|  | Apatosaurus ajax    |
|  |                     |
|  | Apatosaurus louisae |
|  |                     |

|  | Brontosaurus excelsus                                                          |
|  |                                                                                |
|  | \| \| Brontosaurus yahnahpin \| \| \| \| \| \| Brontosaurus parvus \| \| \| \| |
|  |                                                                                |
|  | Brontosaurus yahnahpin                                                         |
|  |                                                                                |
|  | Brontosaurus parvus                                                            |
|  |                                                                                |

|  | Brontosaurus yahnahpin |
|  |                        |
|  | Brontosaurus parvus    |
|  |                        |

|  | Apatosaurus ajax    |
|  |                     |
|  | Apatosaurus louisae |
|  |                     |

|  | Brontosaurus excelsus                                                          |
|  |                                                                                |
|  | \| \| Brontosaurus yahnahpin \| \| \| \| \| \| Brontosaurus parvus \| \| \| \| |
|  |                                                                                |
|  | Brontosaurus yahnahpin                                                         |
|  |                                                                                |
|  | Brontosaurus parvus                                                            |
|  |                                                                                |

|  | Brontosaurus yahnahpin |
|  |                        |
|  | Brontosaurus parvus    |
|  |                        |

|  | Apatosaurus ajax    |
|  |                     |
|  | Apatosaurus louisae |
|  |                     |

|  | Brontosaurus excelsus                                                          |
|  |                                                                                |
|  | \| \| Brontosaurus yahnahpin \| \| \| \| \| \| Brontosaurus parvus \| \| \| \| |
|  |                                                                                |
|  | Brontosaurus yahnahpin                                                         |
|  |                                                                                |
|  | Brontosaurus parvus                                                            |
|  |                                                                                |

|  | Brontosaurus yahnahpin |
|  |                        |
|  | Brontosaurus parvus    |
|  |                        |